# Юн, Эндрю
Эндрю Юн (Andrew Youn) — американский социальный предприниматель корейского происхождения, основатель, старший партнёр и исполнительный директор кенийской некоммерческой организации One Acre Fund («Фонд одного акра»), которая предоставляет низкопроцентные кредиты и сельскохозяйственное образование восточноафриканским фермерам с низкими доходами.
Эндрю Юн с отличием окончил Йельский университет, работал консультантом в международных корпорациях, затем получил степень магистра делового администрирования в Школе менеджмента Келлогга. Получая образование, Юн в августе 2005 года посетил западную Кению, где взял интервью у мелких фермеров о качестве их жизни. Вернувшись в бизнес-школу, Юн разработал план использования рыночных методов для увеличения производительности и эффективности сельского хозяйства среди мелких фермеров Восточной Африки. В 2006 году вместе с Джоном Гачунга основал One Acre Fund, который помогал 38 семьям кенийских фермеров бороться с голодом и бедностью (изначально жил в Кении, позже переехал в Руанду).
В 2006 году One Acre Fund был награждён Social Entrepreneurship Track от Йельского университета и Social E-Challenge от Business Association of Stanford Entrepreneurial Students, а Эндрю Юн присоединился к Echoing Green Fellowship, получив двухлетнюю стипендию. В 2007 году One Acre Fund получил гранты от фонда Draper Richards и Mulago Social Investments, а также начал работать в Руанде (в 2012 году — в Бурунди, а в 2013 году — Танзании).
В 2010 году Эндрю Юн и One Acre Fund получили престижную премию в области социального предпринимательства от Фонда Сколла. В 2012 году One Acre Fund получил грант от Barr Foundation, в 2013 году — от Фонда Билла и Мелинды Гейтс. В 2013 году 73 % полевых эксплуатационных расходов One Acre Fund были покрыты выплатами фермеров.